# 26e cérémonie des Kids' Choice Awards
La 26e cérémonie des Kids' Choice Awards se déroulera le 23 mars 2013 au Galen Center de Los Angeles. L'émission sera présenté par Josh Duhamel.

## Palmarès (Film)
Les lauréats sont indiqués ci-dessous en caractères gras.

### Film préféré
- Hunger Games
  - Avengers
  - Journal d'un dégonflé : Ça fait suer ! (Diary of a Wimpy Kid: Dog Days)
  - The Amazing Spider-Man – Columbia Pictures et Marvel Studios

### Film d'animation préféré
- L'Âge de glace 4
- Les Mondes de Ralph
- Madagascar 3
- Rebelle

### Acteur de cinéma préféré
- Andrew Garfield pour le rôle de Peter Parker/Spider-Man dans The Amazing Spider-Man
- Johnny Depp pour le rôle de Barnabas Collins dans Dark Shadows
- Will Smith  pour le rôle de Agent J dans Men in Black 3
- Zachary Gordon pour le rôle de Greg Heffley dans Journal d'un dégonflé : Ça fait suer ! (Diary of a Wimpy Kid: Dog Days)

### Actrice de cinéma préférée
- Kristen Stewart pour le rôle de Bella Swan dans Twilight, chapitre IV : Révélation Partie 2
  - Vanessa Hudgens pour le rôle de Kailani dans Voyage au centre de la Terre 2 : L'Île mystérieuse
  - Scarlett Johansson pour le rôle de Natalia Romanova/La veuve noire dans Avengers
  - Jennifer Lawrence pour le rôle de Katniss Everdeen dans Hunger Games

### Super-héros préféré
- Andrew Garfield pour le rôle de Peter Parker/Spider-Man dans The Amazing Spider-Man
- Chris Hemsworth pour le rôle de Thor dans Avengers
- Dwayne Johnson pour le rôle de Hank Anderson-Parsons dans Voyage au centre de la Terre 2 : L'Île mystérieuse
- Robert Downey Jr. pour le rôle de Iron Man dans Avengers

### Super-héroïne préférée
- Anne Hathaway pour le rôle de Selina Kyle/Catwoman dans The Dark Knight Rises
- Jennifer Lawrence pour le rôle de Katniss Everdeen dans Hunger Games
- Kristen Stewart pour le rôle de Blanche-Neige dans Blanche-Neige et le Chasseur
- Scarlett Johansson pour le rôle de Natalia Romanova/La veuve noire dans Avengers

### Voix préférée d'un film d'animation
- Adam Sandler pour le rôle de Dragula dans Hôtel Transylvanie
  - Ben Stiller pour le rôle de Alex dans Madagascar 3
  - Chris Rock pour le rôle de Marty dans Madagascar 3
  - Taylor Swift pour le rôle de Audrey dans Le Lorax

## Palmarès (Musique)

### Chanson préférée
- Call Me Maybe - Carly Rae Jepsen
- Gangnam Style - Psy
- We Are Never Ever Getting Back Together - Taylor Swift
- What Makes You Beautiful - One Direction

### Groupe préféré
- Big Time Rush
- Bon Jovi
- Maroon 5
- One Direction

### Chanteur préféré
- Justin Bieber
- Bruno Mars
- Blake Shelton
- Usher

### Chanteuse préférée
- Adele
- Katy Perry
- Pink
- Taylor Swift

## Palmarès (Télévision)

### Série préférée
- Bonne chance Charlie
- iCarly
- Victorious
- Les Sorciers de Waverly Place

### Actrice préférée
- Miranda Cosgrove en tant que Carly Shay dans iCarly
- Selena Gomez en tant que Alex Russo dans Les Sorciers de Waverly Place (Gagnant)
- Victoria Justice en tant que Tori Vega dans Victorious
- Bridgit Mendler en tant que Teddy Duncan dans Bonne chance Charlie

### Émission de compétition préférée
- America's Got Talent
- American Idol
- The Voice
- Wipeout

### Acteur préféré
- Miranda Cosgrove en tant que Max Russo dans Les Sorciers de Waverly Place
- Lucas Cruikshank en tant que Marvin Forman dans Marvin Marvin
- Ross Lynch en tant que Austin Moon dans Austin et Ally
- Carlos Pena, Jr. en tant que Carlos Garcia dans Big Time Rush

### Dessin animé préféré
- Mes parrains sont magiques
- Phinéas et Ferb
- Bob l'éponge
- Tom et Jerry

## Palmarès (Sport)

### Athlète masculin préféré
- LeBron James (Gagnant)
- Michael Phelps
- Tim Tebow
- Shaun White

### Athlète féminine préférée
- Gabby Douglas
- Danica Patrick (Gagnante)
- Serena Williams
- Venus Williams

## Palmarès (Divers)

### Le méchant préféré (Nouveau)
- Reed Alexander en tant que Nevel Papperman dans iCarly
- Simon Cowell en tant que lui-même dans The X Factor
- Tom Hiddleston en tant que Loki dans Avengers
- Julia Roberts en tant que Queen Clementianna dans Blanche-Neige

### Livre préféré
- Journal d'un dégonflé
- Harry Potter
- The Hunger Games
- La Cabane magique

### Application préférée (Nouveau)
- Angry Birds
- Fruit Ninja
- Minecraft
- Temple Run

### Jeu vidéo préféré
- Just Dance 4 (Gagnant)
- Mario Kart 7
- Skylanders Giants
- Wii Sports